# Erdara
Erdara est un terme basque pour désigner les autres langues du monde. Au Pays basque, l'erdara désigne principalement la langue française et la langue espagnole.

## Étymologie
Erdara vient de erdi-era et signifie littéralement « moitié-façon », ou avec un sens plus large, « savoir parler à moitié ». Donc cela fait référence à « celui qui ne sait pas parler le basque ».

## Utilisation
Le terme Erdara veut littéralement dire « langue étrange ou étrangère » et n'est pas péjoratif.
De la même manière que euskara a donné euskaldun (bascophone, littéralement « celui qui possède la langue basque » ), erdara a donné erdaldun (« celui qui possède une langue étrange ou étrangère »). Ce dernier mot, erdaldun, est à peu près un synonyme du mot français « allophone », particulièrement fréquent au Canada où il désigne une personne dont la langue maternelle n'est ni le français ni l'anglais.
Les concepts d'erdaldun et d'euskaldun sont strictement linguistiques et n'impliquent pas que la personne en question soit basque ou étrangère. Les bascophones appellent erdaldun un Basque qui ne parle pas euskara et euskaldun une personne d'origine non basque mais qui parle la langue basque.
Bien que l'erdara s'apparente à toutes les autres langues différentes de l'euskara, la langue basque est principalement en contact linguistique avec le français ou l'espagnol. Ainsi, ce terme est donc actuellement utilisé comme un synonyme pour désigner les deux langues, c'est-à-dire la langue espagnole dans la partie du Pays basque qui appartient à l'Espagne (Pays basque espagnol) et la langue française dans la partie qui appartient à la France (Pays basque français).
La notion d'erdara peut également être retrouvé dans d'autres langues. Le français possède le mot allophone et allophonie, soit la personne et l'ensemble des personnes qui ont pour langue première une autre langue que la ou les langues locales. En hébreu lo'azit (לועזית) désigne en principe toute autre langue que l'hébreu (de לועז, lo'ez, "étranger, non-hébreu/non-Hébreu, non-juif/non-Juif"), mais qui en pratique désigne l'alphabet latin en général et l'anglais en particulier (langue du mandat britannique sur la Palestine).